# Señorita
Señorita (hiszp. Panna, Panienka) – czwarty singel z pierwszej solowej płyty Justina Timberlake’a, Justified. Został wydany w 2003 roku przez wytwórnię płytową The Neptunes.